# Srednjezemeljska orbita
Srednjezemeljska orbita (SZO, ang. Medium Earth orbit - MEO, kdaj tudi Intermediate Circular Orbit - ICO) je orbita nad nizkozemeljsko orbito in pod geostacionarno orbito z višino med 2000 in 35786 kilometri.
V tej orbiti se uporabljajo sateliti za navigacijo (GPS, Galileo in GLONASS), komunikacijski, geodetski in raziskovalni sateliti. 
GPS satelit ima višina orbito  okrog 20 200 kilometrov z orbitalnim časom 12 ur.  Glonass 19 100 km in Galileo 23 222 km. Komunikacijski sateliti, ki pokrivajo severni in južni pol so tudi v tej orbiti. 
Orbitalni čas v SZO orbiti je 2-24 ur, odvisno od višine